# Instituto de las Siervas de los Pobres
El Instituto de las Siervas de los Pobres (oficialmente en inglés: Institute of the Maids of the Poor) es un instituto secular católico femenino de derecho pontificio, fundado por el obispo capuchino italiano Alberto Conrado De Vito, el 20 de marzo de 1959, en Lucknow (India). A las miembros de este instituto se les conoce como siervas de los pobres.

## Historia
El instituto fue fundado por el obispo italiano Alberto Conrado De Vito, de la Orden de los Hermanos Menores Capuchinos, el 20 de marzo de 1959. De Vito ya había reunido, en 1951, un grupo de voluntarias enfermeras y maestras en una asociación, con el fin de dedicarse al servicio de los pobres de la diócesis. Sin embargo, fue solo hasta 1959, cuando se hizo posible que diera inicio oficialmente dicha asociación. El mismo prelado, siendo obispo de Lucknow, la aprobó el 12 de julio de 1962. Sus Constituciones fueron examinadas por Propaganda Fidei ese mismo año.
El 4 de octubre de 2007, durante el pontificado del papa Benedicto XVI, la asociación fue reconocida como instituto secular de derecho pontificio. Siendo el primer instituto secular fundado en la India y uno de los primeros de Asia.

## Organización
El Instituto de las Siervas de los Pobres es un instituto secular, es decir, sus miembros son consagradas, pero mantienen su vida inmersas en sus ambientes de trabajo y familiar. A nivel mundial, la organización está dirigida por una presidente, cuya sede se encuentra en la ciudad de Lucknow, en India. El instituto hace parte de la Familia Capuchina.
Las siervas de los pobres, desde su secularidad, se dedican a la educación y a la atención de los enfermos, cada uno de sus miembros se prepara profesionalmente y ejercen sus actividades sea formando pequeñas comunidades o viviendo en sus propias casas. En 2016, el instituto poseía unas 152 miembros y estaba presente en Etiopía, India e Italia.